# Ondřej Šašinka
Ondřej Šašinka (sinh 21 tháng 3 năm 1998) là một cầu thủ bóng đá Cộng hòa Séc thi đấu ở vị trí tiền đạo cho FC ViOn Zlaté Moravce, mượn từ FC Baník Ostrava.

## Sự nghiệp

### FK Senica
Šašinka ra mắt chuyên nghiệp cho FK Senica trước MŠK Žilina ngày 18 tháng 2 năm 2017.

## Danh hiệu
Cá nhân
- Đội hình tiêu biểu Giải bóng đá U-19 vô địch châu Âu: 2017[2]